# Weird Tales of the Ramones
Weird Tales of the Ramones kompilacijski je album od američkog punk rock sastava Ramones, koji izlazi u kolovozu 2006.g. Kompilacija sadrži tri CD-a na kojima se nalazi 85 skladbi i jedan DVD s naslovom Lifestyles of the Ramones, dokumentarni film koji sadrži nekoliko njihovih glazbenih videa i intervju isječaka. Box set je sastavio Johnny Ramone, a objavljuje ga diskografska kuća Rhino Records.
Kompilacija također sadrži i posebni humoristični strip, koji se usredotočio na priču o Ramonesima kao legendarnom sastavu.

## Popis pjesama

### Disk 1
1. Blitzkrieg Bop
2. Beat on the Brat
3. Judy Is a Punk
4. I Wanna Be Your Boyfriend
5. Loudmouth
6. 53rd & 3rd
7. Havana Affair
8. Now I Wanna Sniff Some Glue
9. Glad to See You Go
10. Gimme Gimme Shock Treatment
11. I Remember You
12. Carbona Not Glue
13. Oh Oh I Love Her So
14. Swallow My Pride
15. Commando
16. Pinhead
17. Sheena Is a Punk Rocker (ABC Singl verzija)
18. I Don't Care (Singl verzija)
19. Rockaway Beach
20. Cretin Hop
21. Here Today, Gone Tomorrow
22. Teenage Lobotomy
23. Slug [Demo]
24. Surfin' Bird
25. We're a Happy Family
26. I Just Want to Have Something to Do
27. I Wanted Everything
28. Needles & Pins (Remiks Singl verzije)
29. I Wanna Be Sedated
30. Go Mental
31. Don't Come Close
32. I Don't Want You
33. She's the One
34. I'm Against It

### Disk 2
1. Rock N' Roll High School (Ed Stasium Miks)
2. I Want You Around (Ed Stasium Miks)
3. Do You Remember Rock N' Roll Radio?
4. I'm Affected
5. Danny Says
6. The KKK Took My Baby Away
7. You Sound Like You're Sick
8. She's a Sensation
9. All's Quite on the Eastern Front
10. Outsider
11. Highest Trails Above
12. Psycho Therapy
13. Time Bomb
14. Mama's Boy
15. I'm Not Afraid of Life
16. Too Tough To Die
17. Wart Hog
18. Howling at the Moon (Sha-La-La)
19. Daytime Dilemma (Dangers of Love)
20. Endless Vacation
21. My Brain Is Hanging Upside Down (Bonzo Goes To Bitburg) (VB 12" verzija)
22. Somebody Put Something in My Drink
23. Animal Boy
24. I Don't Want to Live This Life (Anymore)
25. Love Kills
26. Something to Believe In (Singl verzija)

### Disk 3
1. I Wanna Live
2. Bop 'Til You Drop
3. I Lost My Mind
4. Garden of Serenity
5. I Believe in Miracles
6. Pet Sematary (Singl verzija)
7. Punishment Fits the Crime
8. Merry Christmas (I Don't Want to Fight Tonight) (Singl verzija)
9. Main Man
10. Strength to Endure
11. Poison Heart
12. I Won't Let It Happen
13. Censorshit
14. Journey to the Center of the Mind
15. 7 And 7 Is
16. When I Was Young
17. I Don't Wanna Grow Up
18. Scattergun
19. Makin' Monsters For My Friends
20. The Crusher
21. Spiderman
22. Life's a Gas
23. She Talks to Rainbows
24. Anyway You Want It
25. R.A.M.O.N.E.S.

## DVD popis pjesama
1. Bltizkrieg Bop (Uživo)
2. I Wanna Be Sedated
3. I Don't Wanna Grow Up
4. Rock N' Roll High School
5. Do You Remember Rock N' Roll Radio?
6. We Want The Airwaves
7. Psycho Therapy
8. Time Has Come Today
9. Howling At The Moon (Sha-La-La)
10. Something To Believe In
11. I Wanna Live
12. Pet Semetary
13. Poison Heart
14. I Believe In Miracles
15. Substitute
16. Strength To Endure
17. Merry Christmas (I Don't Want To Fight Tonight)

## Reakcije
Reakcije na objavljivanje albuma bile su različite. Dok su mnogi obožavatelji uživali u vizualnoj komponenti box seta, drugi putem web sučelja, poput Amazon.coma, su se čudili ovoj glazbenoj komponenti tvrdeći da već postoji nekoliko Ramonesovih kompilacija. Međutim, mnogi su obožavatelji tvrdili da je ovo odlično izdanje za nekoga tko je slabo poznavao Ramonese i tako na jednom mjestu dobio dosta informacija o sastavu.

## Vanjske poveznice
- discogs.com - Ramones - Weird Tales Of The Ramones